# Església de fusta de Nore
L'església de fusta de Nore és un stavkirke del municipi de Nore og Uvdal, a Noruega, construïda, d'acord amb la dendrocronologia, poc després de l'any 1167.
Té planta de creu grega, però originalment va ser construïda a la fi del segle xii com una stavkirke de tipus A amb un masteler central en la nau (midmastkirke). Junt amb l'església d'Høyjord i la d'Uvdal són les úniques stavkirke de tipus A que es conserven avui en dia.

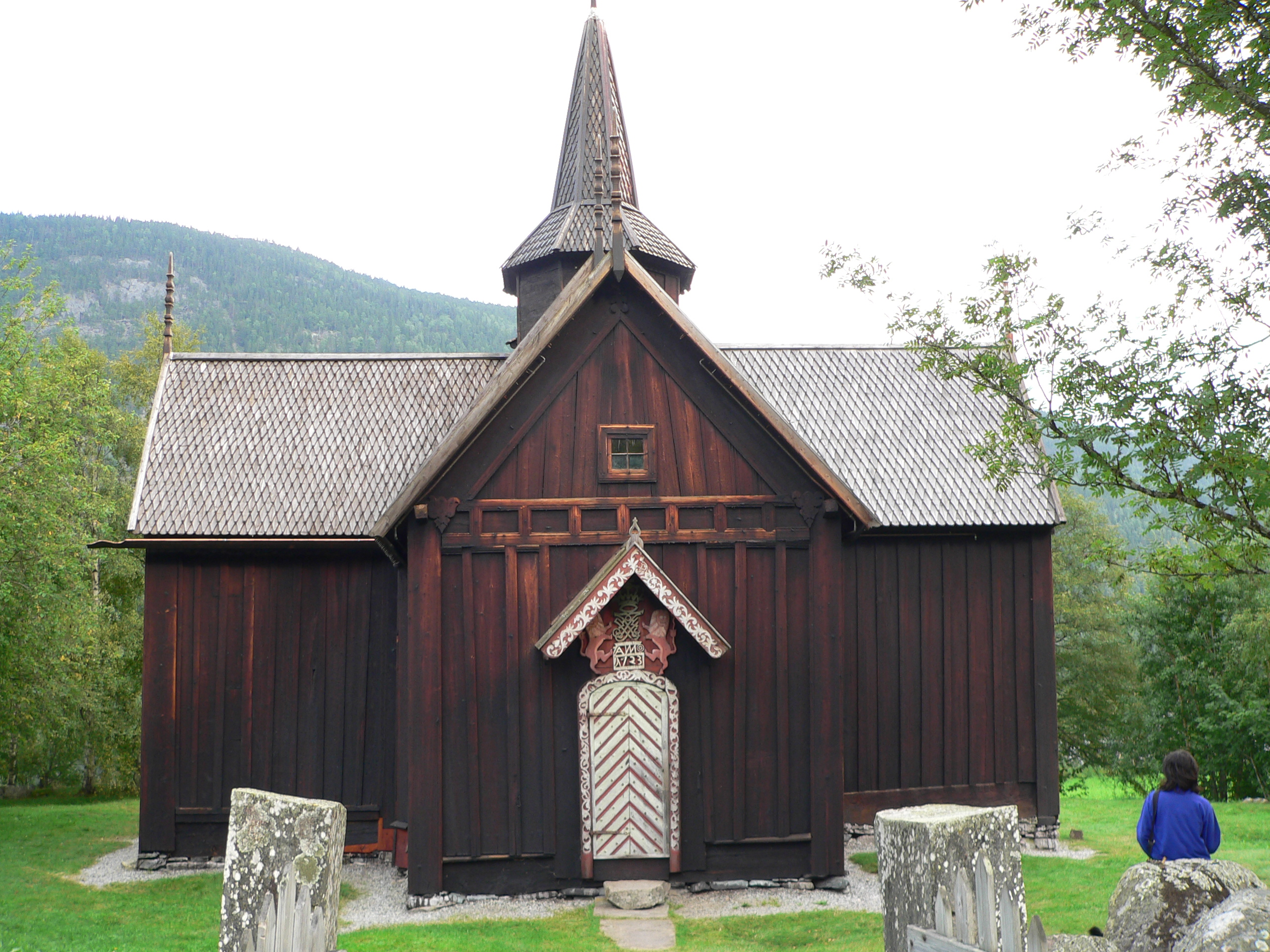
L'església de fusta de Nore.

La nau és l'única part original, construïda en la típica tècnica de stavverk. El cor i el transsepte van ser erigits amb la tècnica de lafteverk (tècnica originalment aliena a les stavkirke). Una característica sense paral·lel d'aquesta església és que sembla haver estat transformada en forma de creu des de l'Edat Mitjana, al contrari de les altres stavkirke amb aquest tipus de planta (p.i. Lom), que van ser modificades després de la Reforma Protestant. Originalment els braços del transsepte acabaven en un absis. La torre del creuer és octogonal. Al centre de la nau es conserva el masteler central —característic d'aquest tipus de stavkirke—, que servia de suport a la primera torre de l'església, avui desapareguda, que es trobava sobre el cavallet del sostre.
El transsepte va ser reconstruït entre 1709 i 1714, i el cor va ser expandit l'any 1683 El porxo occidental data de 1723 i la sagristia de mitjan segle xviii. Presenta tres galeries elevades amb finestres, que simulen un trifori. A l'interior hi ha inventari d'estil renaixentista i rococó, entre el que es conserven pintures murals de 1655.
Va funcionar com a església parroquial fins a la segona meitat del segle XIX. L'any 1888 Lorenz Dietrichson, estudiós de les stavkirke noruegues, va comprar l'església i dos anys després la va cedir a la Societat per a la Conservació dels Monuments Antics Noruecs.